# Gallirex porphyreolophus
Gallirex porphyreolophus là một loài chim trong họ Musophagidae.

## Thư viện ảnh

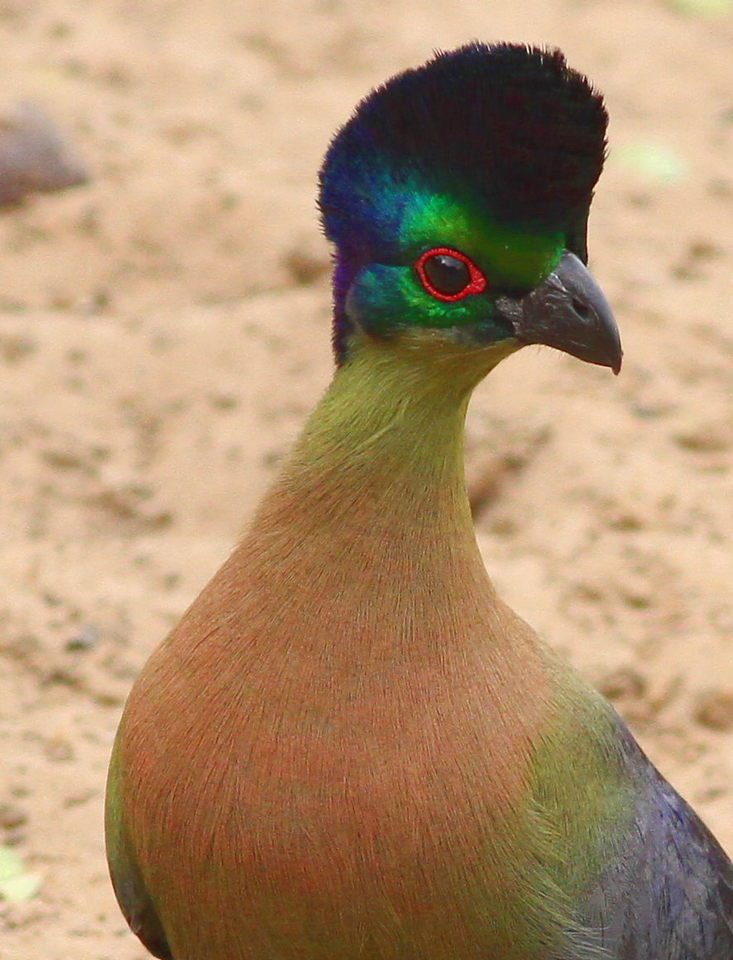
Hình chụp gần bộ lông phía ngực và đầu
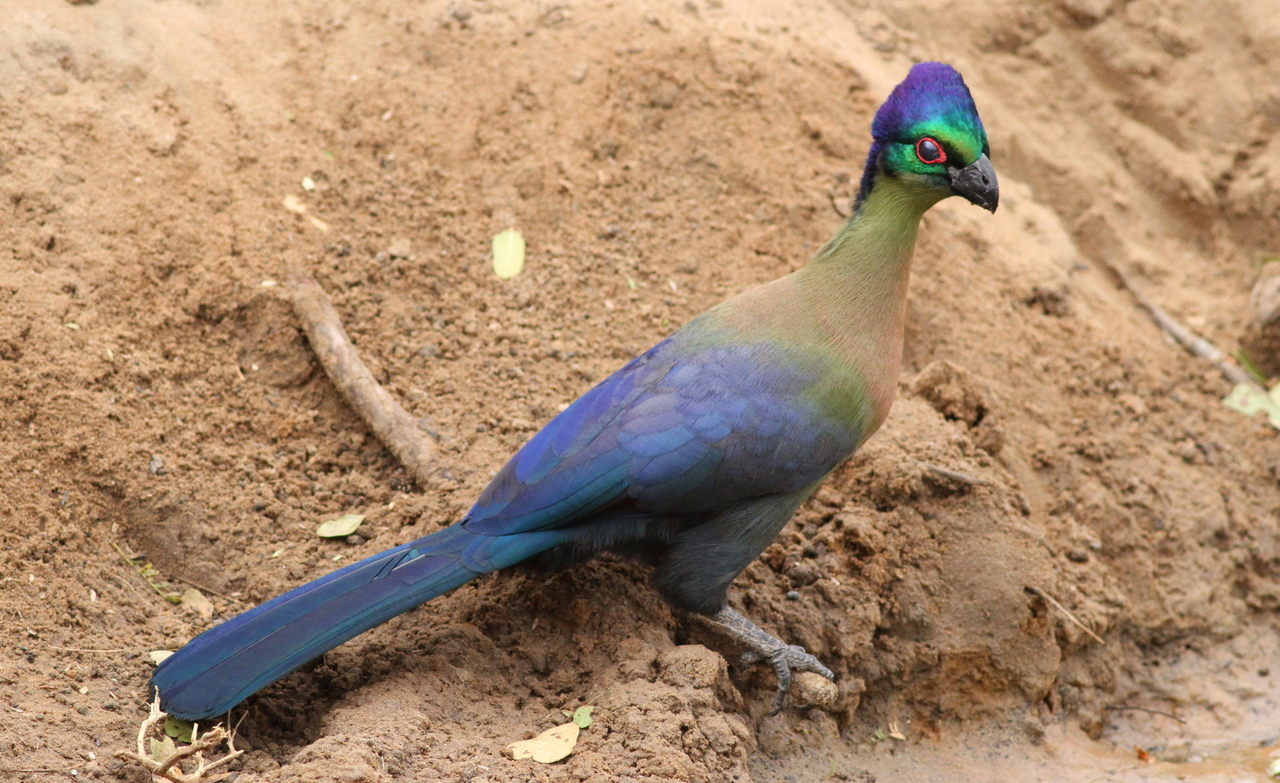
Uống nước tại uMkhuze G. R.
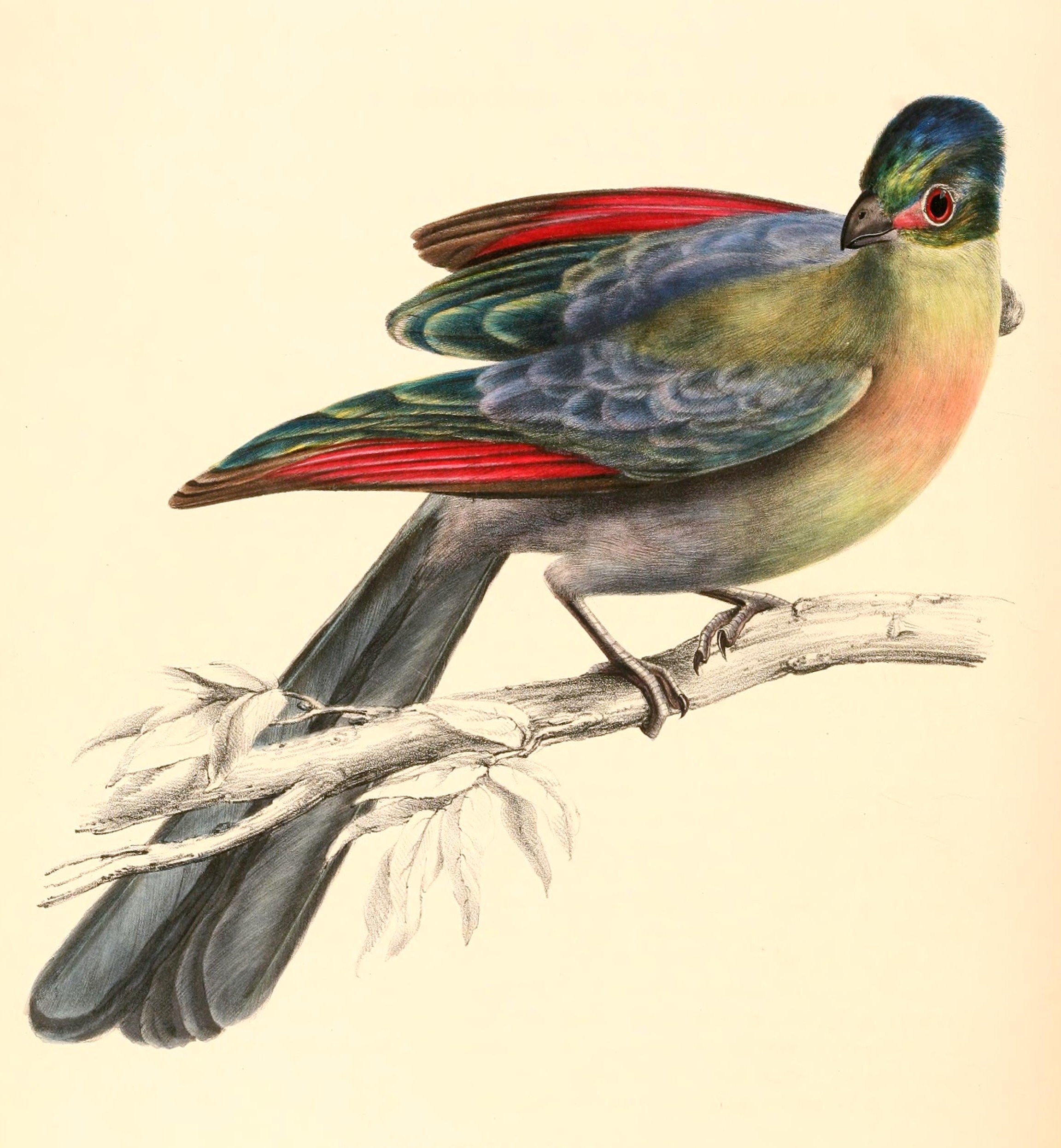
Minh họa của Andrew Smith, chỉ ra các lông cánh màu đỏ